# Vielpunktierter Pappelbock

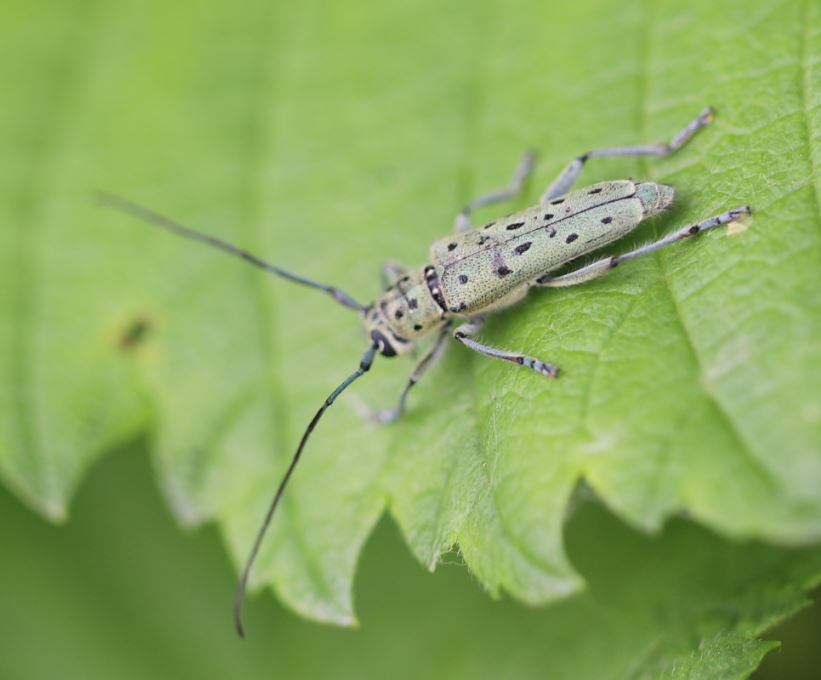
Seitenansicht

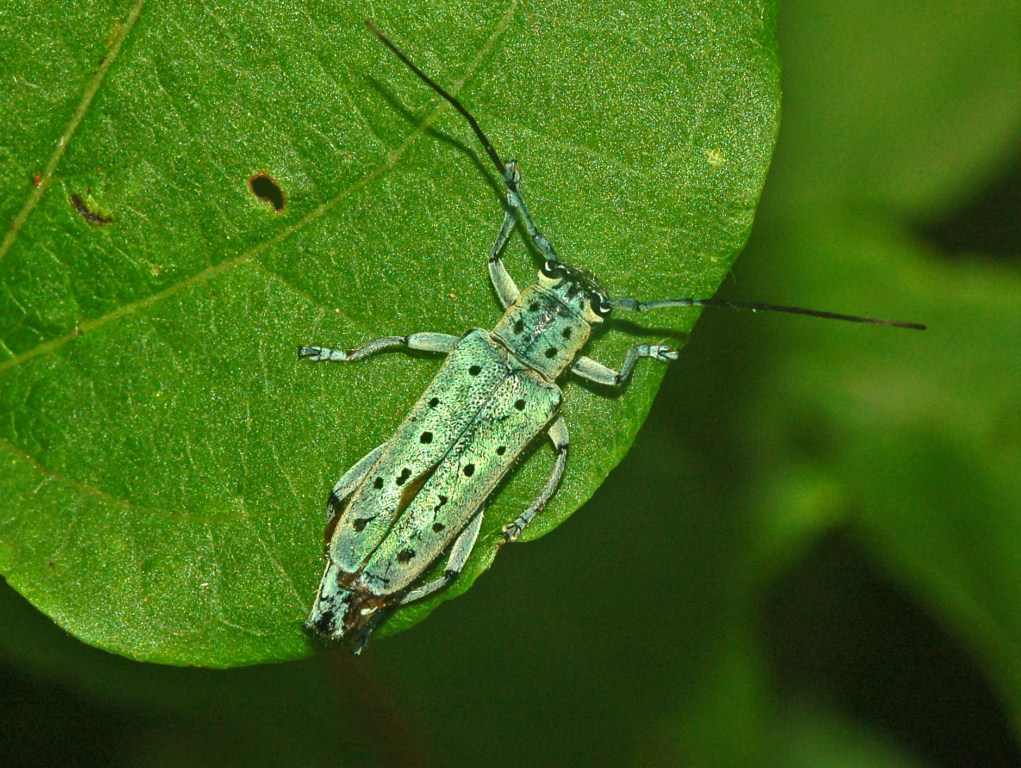
Weibchen

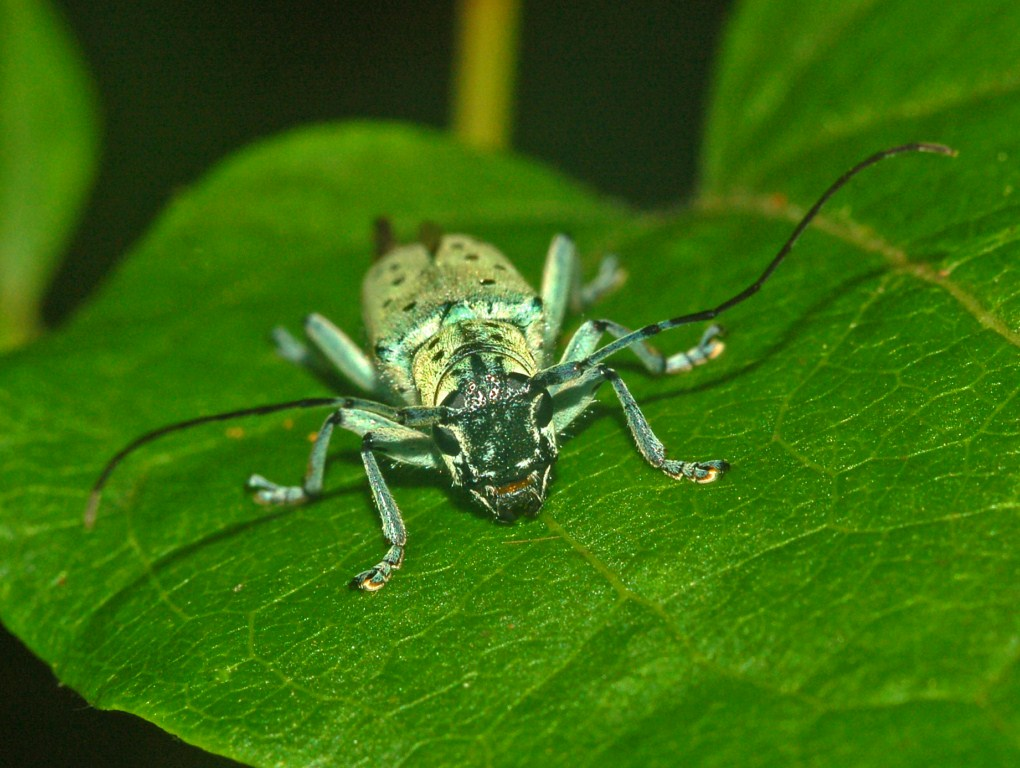
Frontansicht

Der Vielpunktierte Pappelbock (Saperda punctata) ist ein Käfer aus der Familie der Bockkäfer (Cerambycidae). 

## Beschreibung
Die Käfer sind 11 bis 18 Millimeter lang. Kopf, Pronotum und Flügeldecken sind grün gefärbt. Gewöhnlich weisen die Flügeldecken jeweils 6 bis 8 schwarze Flecke auf, die jedoch nicht als Längsreihe angeordnet sind. In seltenen Fällen tragen die Flügeldecken nur einen oder zwei schwarze Flecke. Das Pronotum weist auf der Dorsalseite vier schwarze Flecke auf. An den Seiten des Pronotums befindet sich jeweils ein weiterer schwarzer Fleck.

## Vorkommen und Lebensraum
Die Art kommt hauptsächlich in Südeuropa und im Mittelmeerraum vor. In Mitteleuropa wurde die Art an verschiedenen Orten nachgewiesen, sie gilt jedoch als selten.

## Lebensweise
Die überwiegend dämmerungsaktiven Käfer beobachtet man von Juni bis August, meist an den Orten, wo die Weibchen ihre Eier ablegen. Die Larven entwickeln sich unter der Rinde abgestorbener starker Äste verschiedener Laubbäume, darunter Pappeln und Eichen. In Mitteleuropa bilden Ulmen eine wichtige Wirtspflanze der Art, diese werden jedoch aufgrund des Ulmensterbens immer weniger. Ein Lebenszyklus dauert ein bis zwei Jahre. Die Art überwintert im Larvenstadium.